# لسوتو در المپیک تابستانی ۱۹۸۴
کاروان المپیکی لسوتو یکی از کاروان‌های شرکت‌کننده در بازی‌های المپیک تابستانی ۱۹۸۴ بود. این دوره از بازی‌ها از ۲۸ ژوئیه ۱۹۸۴ تا ۱۲ اوت ۱۹۸۴ میلادی در شهر لس‌آنجلس، ایالات متحده آمریکا برگزار شد.

## شرکت‌کنندگان
فهرست زیر به کاروان لسوتو اشاره دارد.
| ورزش        | مردان | زنان | مجموع |
| ----------- | ----- | ---- | ----- |
| دو و میدانی | ۲     | ۰    | ۲     |
| بوکس        | ۲     | ۰    | ۲     |
| مجموع       | ۴     | ۰    | ۴     |